# Erdélyi Magyar Közművelődési Egyesület
Az Erdélyi Magyar Közművelődési Egyesület (EMKE) 1885. április 12-én alakult meg Kolozsvárott  azzal a céllal, hogy a magyar nyelvet és nemzeti öntudatot, a „testvéri érzést” erősítse az erdélyi magyarok között kulturális és közgazdasági intézmények létesítésével és támogatásával. A világháború után 1947-ben megszüntették, mert a szocializmusban nemkívánatos „polgári értékeket” képviselt. Közművelődési célú egyesületek tömörüléseként 1991-ben újra megalakult Brassóban, a romániai magyar kulturális autonómia elősegítéséért, megtartva az 1885-ös alapelveket is.

## Rövid története (1885-1946)
Az EMKE (számos korabeli forrás szerint az egyesület neve eredetileg az Erdélyrészi Magyar Közművelődési Egyesület kezdőbetűiből alakult ki) az 1861 óta működő nagyszebeni ASTRA egyesület (Asociațiunea Transilvană pentru Literatura Română și Cultura Poporului Român) mintájára jött létre az erdélyi magyarság közművelődésének és népjólétének fejlesztése céljából, ahogy az ASTRA az erdélyi románság művelődési szervezete volt. Az egyesület társadalmi összefogás révén jött létre, első értekezletüket 1884. december 27-én tartották, alakuló ülésükre 1885. április 12-én került sor, majd augusztus 31-én tisztválasztó közgyűlést tartottak. Ekkor már alapvagyona közadakozásokból elérte a 865 ezer korona értéket, húszezer tagot számlált és 21 megyei, városi és járási helyi egyesület létezett.
Budapesten a Rákóczi út és az Erzsébet körút sarkán nyílt meg 1894-ben az EMKE kávéház, ami a főváros egyik legismertebb és legnépszerűbb kávéháza, zenés szórakozóhelye lett.
Az első világháborúig tevékenysége 16 vármegyére terjedt ki, alapvagyona készpénzben és értékpapírokban 3,4 millió koronára nőtt és két nagy (1710 és 600 katasztrális holdas) földbirtokkal is rendelkezett. Működésének első három évtizedében 268 népiskolát, 77 óvodát, árvaházat, Algyógyon földművesiskolát, 214 nép- és 24 katonai könyvtárat tartott fönn; 431 községben 12 ezer írástudatlant oktatott, olvasó- és dalosköri, ifjúságnevelő mozgalmat indított. Ipar- és földbirtok-politikai szerepet is vállalt: elsőként hozott létre Erdélyben ipari, fogyasztási és hitelszövetkezeteket. Mintegy 80 irodalmi, történelmi, tudományos ismeretet terjesztő kiadványa közül az erdélyi Úti-kalauz (Sándor József és Merza Gyula szerkesztésében, 1891) és a négyféle kiadásban 19 000 példányban terjesztett EMKE-daloskönyv (összeállította Deák Gerő, 1892-1904) volt a legnépszerűbb. A helyi ipar fejlesztése érdekében nemzetiségi különbségtevés nélkül tevékenykedett.
Az EMKE vagyona az első világháború után a hadikölcsön s földbirtokainak az agrárreform javára történt kisajátítása következtében elveszett. Bár jogi személyiségét a tőkés-földesúri Romániában újra megszerezte, egy évtizedig alapszabályait nem hagyták jóvá, így tevékenysége szűk körre korlátozódott, az 1930-as évektől viszont működése gazdagabban bontakozott ki. Évtizedeken át vezetője Sándor József, az Országos Magyar Párt (OMP) bukaresti szenátora. Az 1941-es március 15-i kolozsvári ünnepséget, ahol tüntetés zajlott le a nemzetiszocialista háborús politika és terjeszkedés ellen, az EMKE hagyományos kereteiben népművelő szerepet vállaló munkásértelmiségi csoport (Balogh Edgár, Jordáky Lajos, Józsa Béla, Nagy István) szervezte. Az itt demokrata szellemű beszédet mondó Sándor Józsefet egy szervezett jobboldali támadás rövidesen leszorította az élről, s az EMKE demokratikus újjászervezésére csak 1944 végén került sor. Sándor József újjáválasztott elnök mellett a főtitkári tisztet Kiss Jenő vállalta, s az új EMKE megkezdte népszerű könyvek kiadását: többek közt 1945-ben Nagy István Özönvíz előtt című drámáját, Bözödi György Erdély szabadságharca című 1848-49-es irat-, levél- és cikkgyűjteményét (Balogh Edgár előszavával) és Műkedvelők színháza cím alatt Csokonai, Szemere György, Móricz, Tömörkény és Tamási egy-egy egyfelvonásosát. Az EMKE ügykörét 1946-ban a Magyar Népi Szövetség (MNSZ) közművelődési osztálya, majd a művelődés szocialista állami szervei vették át.

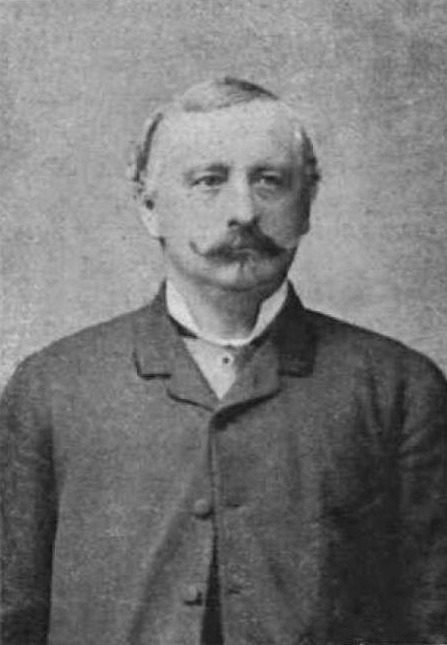
Bethlen Gábor (1837-1897), az EMKE első elnöke (1885-1897)
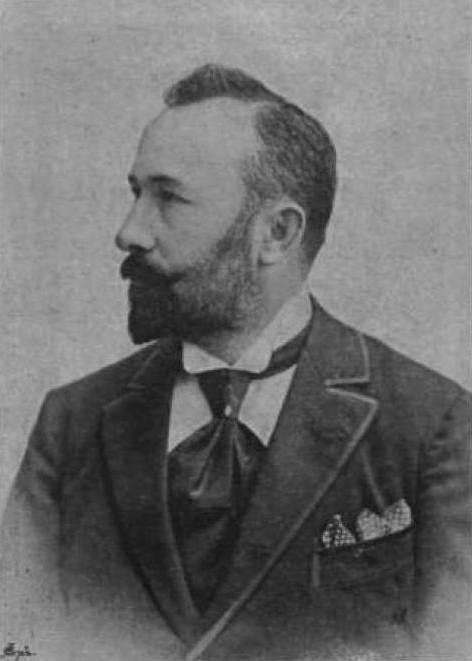
Sándor József főtitkár
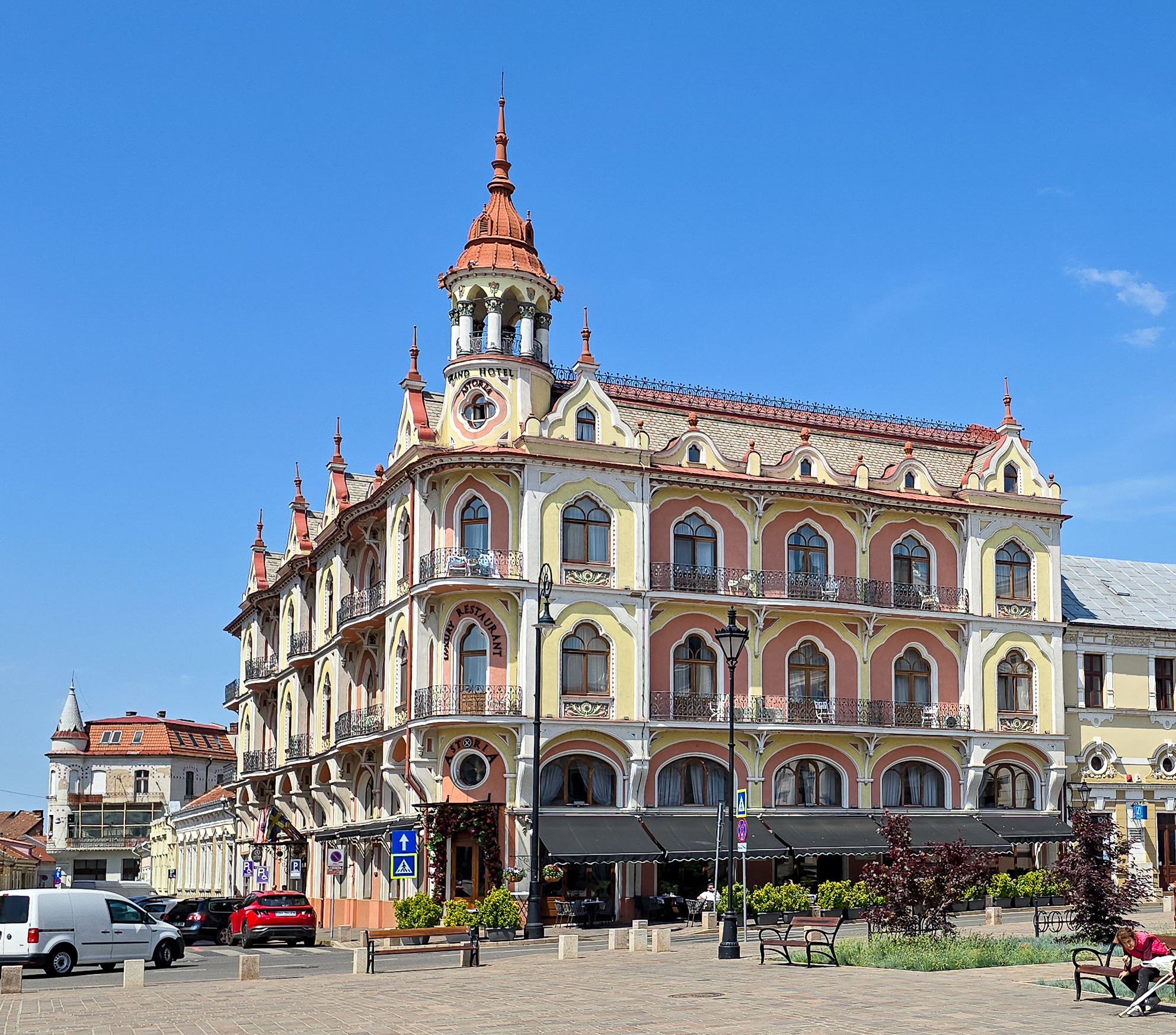
Az EMKE korabeli nagyváradi kávéházának épülete
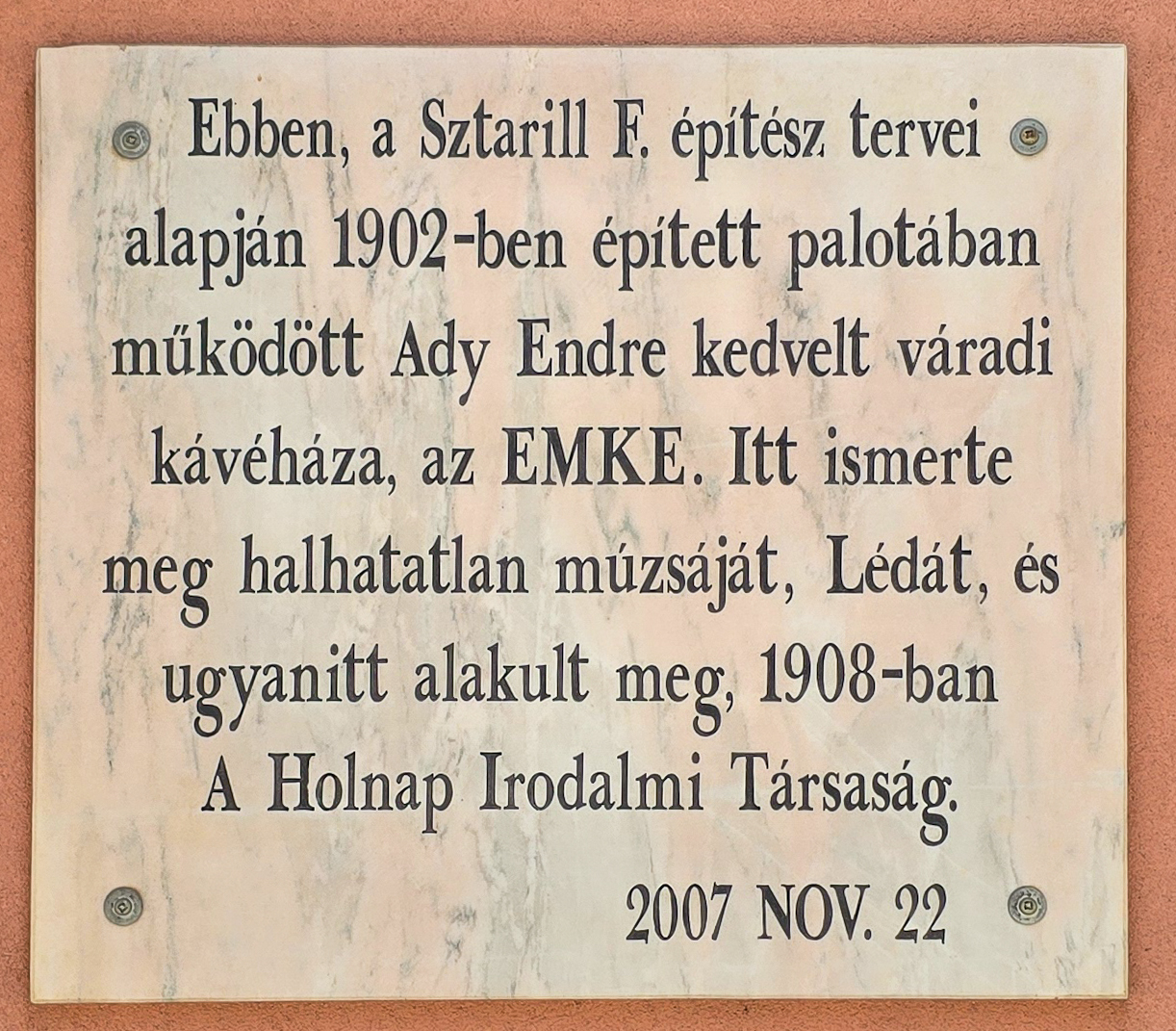
Emléktábla Nagyváradon

### Elnökei 1946 előtt
- Haller Károly (ideiglenes) 1885
- gr. Bethlen Gábor 1885–1897
- gr. Béldi Ákos 1897–1923
- gr. Béldi Kálmán 1923–1944
- Sándor József 1944–1945

## Az EMKE újjáalakulása
1991. április 20-án az Erdélyi Magyar Közművelődési Egyesület újjáalakult és 1992 óta évente odaítélik az EMKE-díjakat.

### Elnökei 1990 után
- Dávid Gyula 1991–1999
- Kötő József 1999–2008
- Dáné Tibor Kálmán 2008–2013
- Széman Péter 2013–2025
- Gergely Balázs 2025–

## Díjai, elismerései
- Magyar Örökség díj (2010)